# Parque provincial Cumbres Calchaquíes
El parque provincial Cumbres Calchaquíes se encuentra en el departamento Tafí del Valle, a unos 130 km de la ciudad de San Miguel de Tucumán, en la provincia homónima, Argentina. 

## Características generales
Fue creado mediante la ley provincial n.º 3363 en el año 1965, ratificada en el año 1972 mediante la ley provincial n.º 3778 que determina los límites del área protegida:

Parques de las Cumbres Calchaquíes: Desde el límite con Salta al oeste, la curva del nivel de los 3.000  m de altura  hasta el  Infiernillo, cruzarlos y retomar la curva del nivel de los 3.000 msnm en ladera este, rodeando  el cerro Pabellón y siguiendo por esta cota hacia el norte, continuar con ella el hasta el filo del cerro Agua  Blanca (naciente del río Rearte) y bajar  por el  filo del cerro  Agua Blanca hasta la cota de 2.000 msnm, siguiendo por esta curva del nivel hasta el límite con Salta.

En la actualidad el parque posee 82 000 ha, por lo que resulta el área protegida de mayor tamaño de la provincia y se extiende básicamente por la región oeste, abarcando, tal como surge de la ley que lo crea, las cumbres por encima de los 3000 m s. n. m. del cordón occidental hasta la línea por encima de los 2000 m s. n. m. de la formación oriental.

Se ubica en torno a la posición 26°30′S 65°38′O / -26.500, -65.633.
El parque protege una rica variedad de fauna, entre la que se encuentran algunas especies amenazadas y diversidad de aves, además de resultar de gran valor paisajístico, con cumbres de más de 4500 m s. n. m. y algunas lagunas de altura. Es importante su valor cultural y científico, por la presencia de vestigios de poblaciones precolombinas e incluso bosques petrificados.

## Flora y fauna

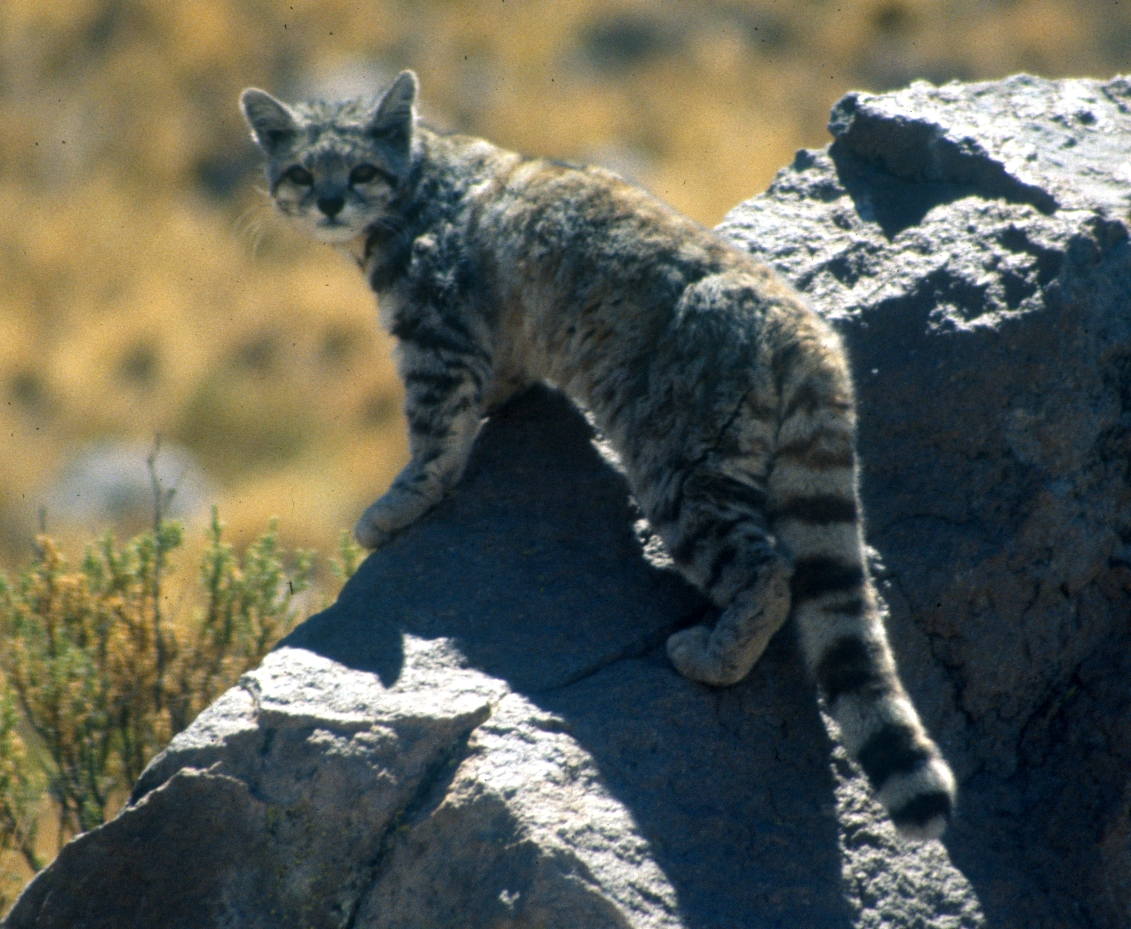
Ejemplar de gato andino (Leopardus jacobitus).

La flora presente en el parque es la que corresponde a la región altoandina, adaptada a la escasez de humedad y la rigurosidad del clima. Básicamente se trata de pastizales y arbustos de bajo porte, que a su vez desaparecen en las cumbres más altas. Hacia los sectores de menor altura y con más humedad, aparecen bosquecillos de alisos y arbustos de quinoa.
Entre los 3700 y los 4100 m s. n. m. algunas zonas del parque conservan una especie rara de bromelia llamada localmente "la flora" (Puya weberiana). Su crecimiento es lento, ya que tarda décadas en alcanzar su madurez, momento en el cual produce una sola floración de la cual surgen gran cantidad de semillas. Luego de esta floración el ejemplar muere.

Dada su rareza, está incluida en la lista de especies endémicas amenazadas de Argentina desde el año 2010.
La fauna incluye perdices, flamencos (Phoenicopterus), guayatas (Chloephaga melanoptera), becasinas (Gallinago delicata), chinchillones (Lagidium viscacia), gatos andinos (Leopardus jacobitus), pumas (Puma concolor), guanacos (Lama guanicoe) y las amenazadas tarucas (Hippocamelus antisensis).
El parque Cumbres Calchaquíes se considera un área importante para la conservación de las aves (AICA), por preservar varias especies amenazadas y endémicas. Entre ellas la monterita serrana (Compsospiza baeri), el gaucho andino (Agriornis andicola, algunos ejemplares de chorlito de vincha (Phegornis mitchellii), bandurrita andina (Upucerthia validirostris), jilguero cola blanca (Sicalis citrina) y cachirla puneña (Anthus bogotensis). En las lagunas de altura se preservan algunas aves acuáticas, como las gallaretas cornudas (Fulica cornuta), entre otras.

Registros recientes dan cuenta de la presencia de más de 40 tipos de aves presentes en los distintos hábitat del parque, desde el gran cóndor andino (Vultur gryphus) hasta el pequeño picaflor cometa (Sappho sparganurus) o el picaflor gigante (Patagona gigas).

## Patrimonio científico y cultural
- Fósiles de mamíferos y un grupo de algarrobos petrificados en una formación del terciario.
- Yacimientos y restos arqueológicos precolombinos y posteriores a la conquista de acalianes o calianos, último de los pueblos que resistieron la dominación española hacia el final de las guerras calchaquíes.